# Westward Ho (hôtel-casino)
Pour les articles homonymes, voir Westward Ho.
Le Westward Ho était un hôtel-casino situé sur le Strip, à Winchester, une zone non-incorporée du Comté de Clark, Nevada.

## Histoire
Ouvert en 1963, il était le dernier des grands motels du Strip,. Fermé le 17 novembre 2005, il a depuis été détruit. 

## Référence
- (en) Cet article est partiellement ou en totalité issu de l’article de Wikipédia en anglais intitulé « Westward Ho Hotel and Casino » (voir la liste des auteurs).

1. ↑  (en) « Other-Articles-Oct-19-1969-420895 | NewspaperArchive », sur newspaperarchive.com (consulté le 10 avril 2025)
2. ↑  « LAS VEGAS RJ:BUSINESS: New York City company enters deal to acquire Westward Ho », sur web.archive.org, 6 octobre 1999 (consulté le 10 avril 2025)
3. ↑  « reviewjournal.com -- News - Last hurrah for Westward Ho », sur web.archive.org, 19 avril 2006 (consulté le 10 avril 2025)